# Monteverdia

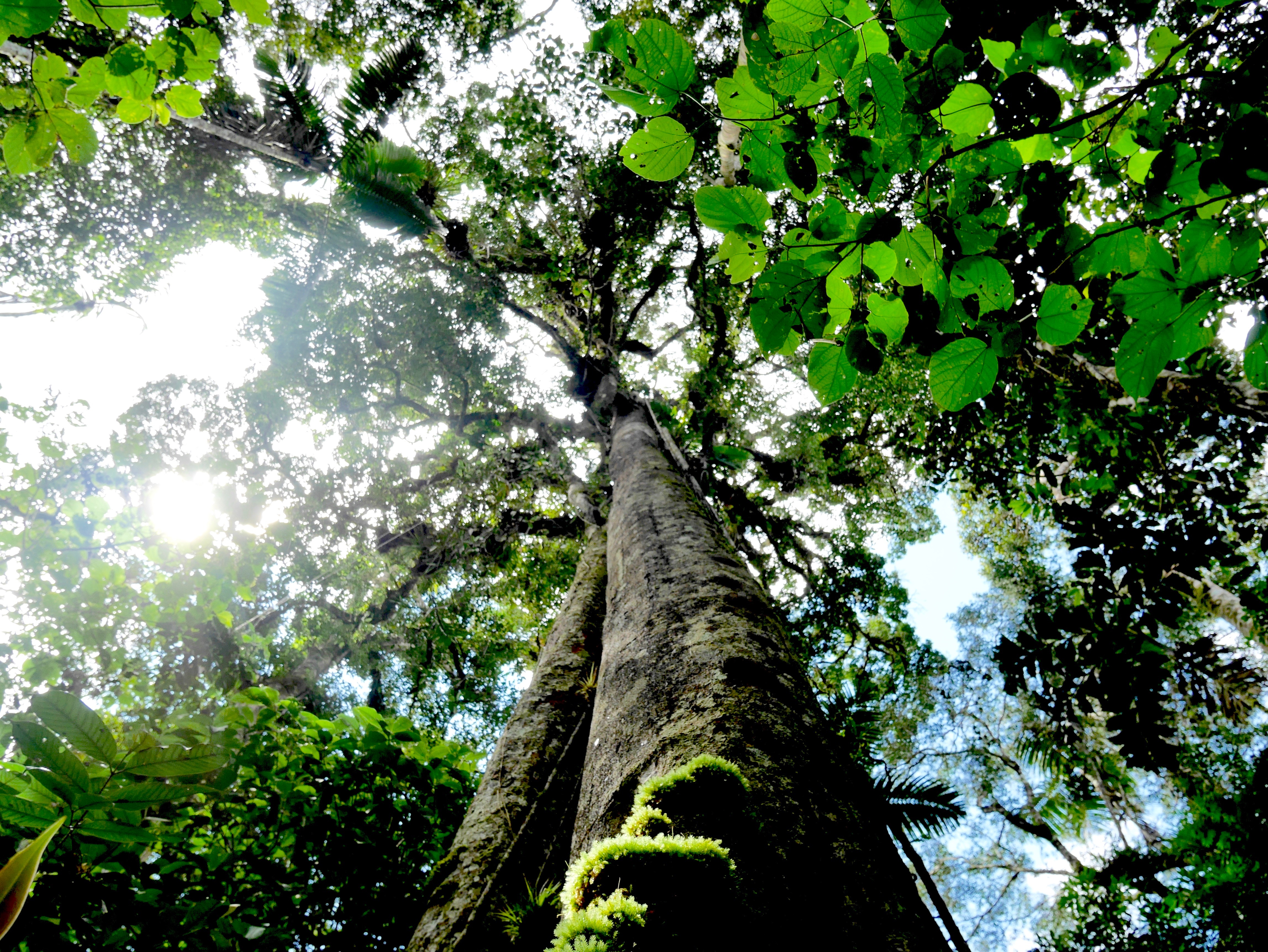
Chuchuwasi (Monteverdia macrocarpa)

Monteverdia é um gênero de plantas da família Celastraceae.
Em 2017 uma revisão taxonômica do cientista Leonardo Biral e equipe,  123 espécies foram reclassificadas do gênero Maytenus e agora colocadas no gênero Monteverdia. A revisão por pares foi publicada na revista científica Systematic Botany como Biral, Leonardo; Simmons, Mark P.; Smidt, Eric C.; Tembrock, Luke R.; Bolson, Mônica; Archer, Robert H.; Lombardi, Julio A. (December 18, 2017). "Systematics of New World Maytenus (Celastraceae) and a New Delimitation of the Genus". Systematic Botany. 42 (4): 680–693 .

## Algumas espécies selecionadas
Algumas das 123 espécies são:
- Monteverdia buxifolia A.Rich., 1845
- Monteverdia eggersii (Loes.) Biral, 2017
- Monteverdia harrisii (Krug & Urb.) Biral, 2017
- Monteverdia laevis (Reissek) Biral, 2017
- Monteverdia macrocarpa (Ruiz & Pav.) Biral, 2017
- Monteverdia manabiensis (Loes.) Biral, 2017
- Monteverdia matudae (Lundell) Biral, 2017
- Monteverdia microcarpa (Fawc. & Rendle) Biral, 2017
- Monteverdia multicostata Cornejo & Biral, 2021 [2]
- Monteverdia pittieriana (Steyerm.) Biral, 2017
- Monteverdia ponceana (Britt.) Biral, 2017
- Monteverdia robusta (Reissek) Biral, 2017
- Monteverdia spinosa ((Griseb.) Lourteig & O'Donell) Biral, 2017
- Monteverdia stipitata (Lundell) Biral, 2017
- Monteverdia zakii Biral & Cornejo, 2021 [2]